# Vadu, Hunedoara
Vadu este un sat în comuna Sântămăria-Orlea din județul Hunedoara, Transilvania, România.

## Imagine

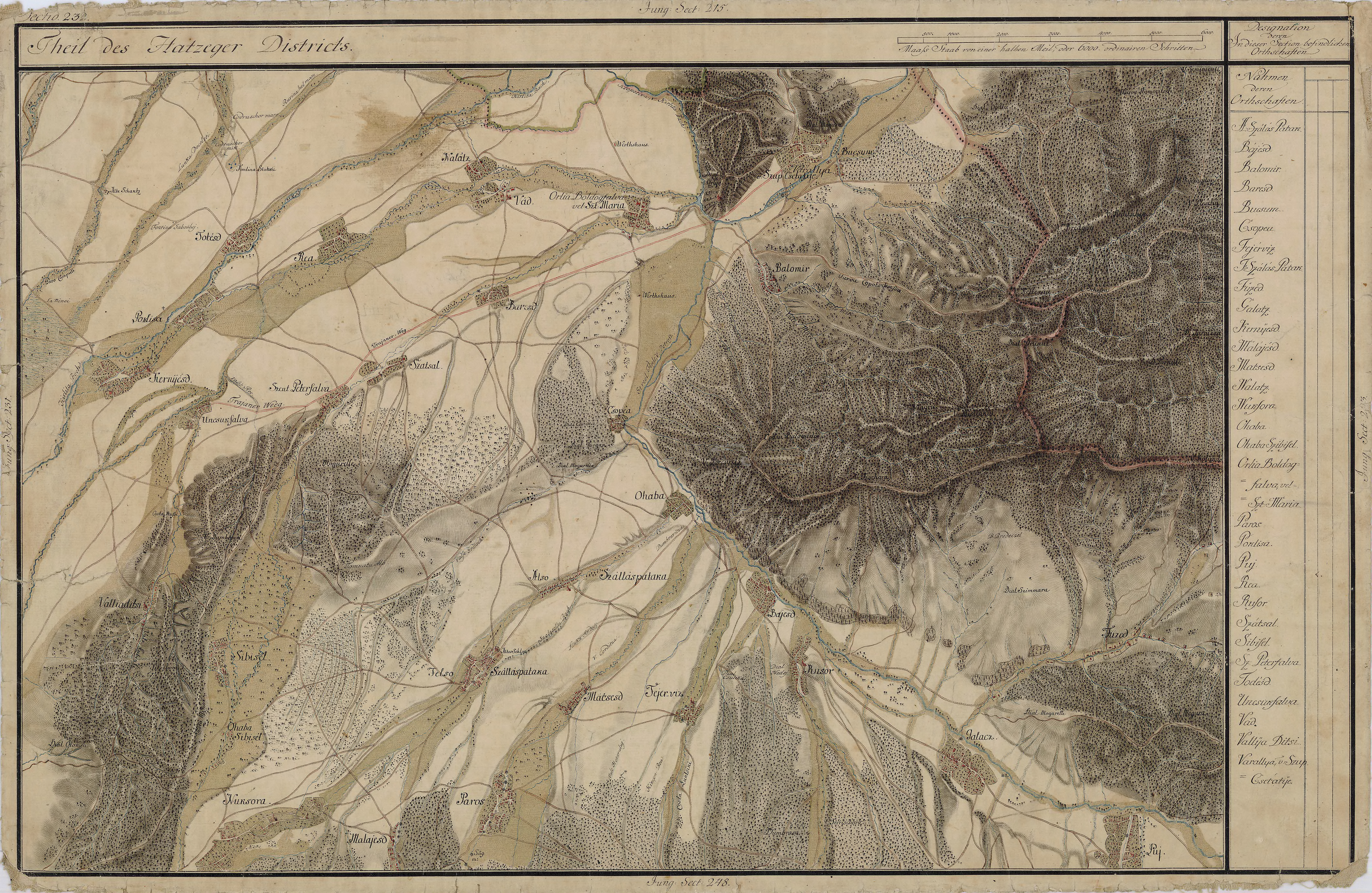
Vadu în Harta Iosefină a Transilvaniei, 1769-1773